# 奧科尼 (喬治亞州)
奧科尼（英語：Oconee）是一個位於美國喬治亞州華盛頓縣的城市。

## 地理
奧科尼的座標為32°51′23″N 82°57′16″W / 32.85639°N 82.95444°W，而該地的平均海拔高度為70米（即230英尺）。

## 人口
根據2010年美國人口普查的數據，奧科尼的面積為3.00平方千米，當中陸地面積為3.00平方千米，而水域面積為0.00平方千米。當地共有人口252人，而人口密度為每平方千米84人。